# Lost and Found: Songs for the Rocking Chairs
Lost and Found è un album in inglese di Graziano Romani, pubblicato nel 2002 e da molti fans considerato come il quinto album dei Rocking Chairs.
Sul retro della copertina dell'album, il cantautore Elliott Murphy ha così commentato l'opera di Graziano:
(Elliott Murphy, giugno 2002)

## Tracce
Testi e musiche di Graziano Romani salvo dove diversamente indicato.
1. Absolutely Free – 4:40
2. Bang Your Head Against the Wall – 4:52
3. Late for the Sky – 5:16 (Jackson Browne)
4. Drifter's Heart – 3:56
5. Kiss My Soul – 4:38
6. Revolution Blues – 3:52
7. The Blood Red Bond of Love – 4:12
8. Tough to Stand Still – 3:08
9. Angel You – 4:26
10. Love Reign O'er Me – 5:21 (Pete Townshend)
11. Hang on to This Dream – 6:30
12. Cold Hard Cash – 2:45
13. Ride This Train – 5:06

## Musicisti

### Formazione
- Graziano Romani - voce, chitarra acustica, chitarra elettrica, cori
- Mel Previte - chitarra elettrica nei brani Absolutely Free, Drifter's Heart, Kiss My Soul, Revolution blues, The Blood Red Bond of Love, Cold Hard Cash, Ride This Train
- Paolo Campioli - chitarra elettrica nei brani Bang Your Head Against the Wall, Late for the Sky, Tough to Stand Still, Angel You, Love Reign O'er Me, Hang on to This Dream
- Gabriele Cavalli - basso elettrico nei brani Bang Your Head Against the Wall, Late for the Sky, Tough to Stand Still, Angel You, Love Reign O'er Me, Hang on to This Dream
- Antonio Righetti - basso elettrico nei brani Absolutely Free, Drifter's Heart, Kiss My Soul, Revolution blues, The Blood Red Bond of Love, Cold Hard Cash, Ride This Train
- Roberto Pellati - batteria nei brani Absolutely Free, Drifter's Heart, Kiss My Soul, Revolution blues, The Blood Red Bond of Love, Cold Hard Cash, Ride This Train
- Max Baldaccini - batteria nei brani Bang Your Head Against the Wall, Late for the Sky, Love Reign O'er Me
- Max "Grizzly" Marmiroli - sassofono nei brani Drifter's Heart, Tough to Stand Still, Hang on to This Dream
- Franco Borghi - pianoforte; organo; fisarmonica nei brani Kiss My Soul, The Blood Red Bond of Love, Ride This Train, Hang on to This dream, Angel You
- David Scholl - cori nei brani Kiss My Soul, Ride This Train